# Шохин, Евгений Иванович
Евгений Иванович Шохин (род. 1946) — советский и российский учёный, кандидат экономических наук, профессор.

## Биография
Родился 27 апреля 1946 года в Москве.
После окончания технического училища, в 1963 году начал трудовую деятельность слесарем по ремонту оборудования на опытном заводе «Геоприборцветмет». В 1965 году поступил на финансово-экономический факультет Московского финансового института (МФИ, ныне Финансовый университет при Правительстве Российской Федерации), в 1969 году его окончил. Во время учёбы в вузе вел общественную работу, являлся членом партбюро факультета, членом группы народного контроля, занимался организацией студенческих стройотрядов.
В 1969—1971 годах Шохин служил в рядах Советской армии. В 1971 году возвратился в МФИ; учился в аспирантуре, работал на кафедре финансов отраслей народного хозяйства ассистентом, старшим преподавателем, доцентом, профессором. В 1975 году защитил кандидатскую диссертацию.
С 1976 по 1980 год исполнял обязанности проректора по вечернему обучению. В 1988—1990 годах по направлению Гособразования СССР Евгений Иванович работал преподавателем на Кубе в Гаванском университете. В 1991 году Е. И. Шохин возглавил кафедру «Финансы предприятия отраслей народного хозяйства и финансирования инвестиций» («Корпоративные финансы») Московского финансового института (ныне Финансовый университет).
Наряду с Финансовым университетом, с 1992 года был заместителем директора, а с 2000 года — генеральным директором Международной московской финансово-банковской школы.
В 2000 году Шохину решением Министерства образования РФ присвоено ученое звание профессора. Руководил аспирантами, автор более 300 научных и учебно-методических работ (монографии, учебники и учебные пособия).
В настоящее время — советник при ректорате Финансового университета.
Является членом Учёного совета Финансового университета и Учёного совета Финансово-экономического факультета университета. Также член Научно-методического совета, член Совета УМО и Совета по магистратуре университета.

## Заслуги
- «Заслуженный работник высшей школы Российской Федерации» (Указ Президента РФ от 30.04.2014); имеет правительственные награды, в числе которых орден Почёта (2009) и медали: «За воинскую доблесть», «В память 850-летия Москвы», «Генерал-полковник Дутов», памятная медаль «Патриот России».
- Почётный работник Финансовой академии и Заслуженный работник Финансового университета.
- За значительные результаты в научно-педагогической деятельности, существенный вклад в развитие науки и образования и иные области деятельности Финансового университета награждён медалью «За заслуги перед Финансовым университетом» (25.03.2016).[4]
- Труд Е. И. Шохина отмечен многими благодарностями многих вузов столицы, а также Благодарностью Министерства общего и профессионального образования РФ.